# Ampelocissus harmandii
Ampelocissus harmandii är en vinväxtart som beskrevs av Jules Émile Planchon. Ampelocissus harmandii ingår i släktet Ampelocissus och familjen vinväxter. Inga underarter finns listade i Catalogue of Life.